# Sublimação (psicanálise)
A sublimação, na psicanálise, é um tipo de mecanismo de defesa maduro, no qual impulsos ou idealizações socialmente inaceitáveis são transformados em ações ou comportamentos socialmente aceitáveis, possivelmente resultando em uma conversão a longo prazo da pulsão inicial.
Sigmund Freud acreditava que a sublimação era um sinal de maturidade e civilização, permitindo que as pessoas funcionassem normalmente de maneiras culturalmente aceitáveis. Ele definiu a sublimação como o processo de desviar os instintos sexuais em atos de maior valor social, sendo "uma característica especialmente notável do desenvolvimento cultural; é o que possibilita que atividades psíquicas superiores, científicas, artísticas ou ideológicas, desempenhem um papel tão importante". Wade e Travis apresentam uma visão semelhante, afirmando que a sublimação ocorre quando o deslocamento "serve a um propósito cultural ou socialmente mais alto, como na criação de arte ou invenções".
Para Freud, a religião promove a renúncia completa do prazer nesta vida e uma recompensa no além. Quanto à ciência, seria, para Freud, a única que supera o princípio de prazer e, mesmo assim, ainda oferece algum prazer direto – o prazer intelectual da pesquisa – e indireto, através de uma promessa – de melhorar as nossas condições de vida. Já a educação manifesta, em essência, um incentivo ao controle do princípio de prazer pelo princípio de realidade, auxiliando o processo de desenvolvimento. A recompensa para a criança pela renúncia ao pulsional está no ganho do amor dos educadores. Vê-se que há algo na educação conforme ao que se passa na religião, na qual o amor do pai todo-poderoso é igualmente o que é visado pela grande renúncia que a religião pede. Quanto à arte, Freud vê o artista como aquele que consegue conciliar os dois princípios de modo peculiar. Com seu talento, o artista promove um retorno da vida de fantasia para a realidade, pois se por um lado a arte serve fundamentalmente ao princípio de prazer, por outro ela encontra o caminho que retorna à realidade. A arte não superou igualmente o princípio de prazer, mas o fez conciliar-se com o princípio de realidade.

## Vicissitudes da pulsão
Freud introduz a estrutura das vicissitudes da pulsão apenas em 1915, no primeiro de seus artigos metapsicológicos intitulado “Pulsões e suas vicissitudes”, no qual postula que, além do uso direto, sexualizado, há quatro outros destinos possíveis da pulsão, são eles:
- reversão a seu oposto, que implica, por exemplo, a revirada da pulsão de finalidade ativa para uma finalidade passiva[9][10];
- retorno ao próprio eu, como sintoma neurótico e outras formações inconscientes, como sonho, ato falho etc;
- recalque, que é a defesa contra ideias que sejam incompatíveis com o eu, submergindo-as na negação inconsciente, no esquecimento;
- e a sublimação.

A reversão no oposto e o retorno ao próprio eu operam essencialmente no período pré-recalque. As duas vicissitudes mais importantes da pulsão são o recalque e a sublimação, que constituem dois polos extremos de possibilidades de transformação para o processo pulsional: quando há recalque não há sublimação, quando há sublimação não há recalque.

## Na obra de Lacan
O objeto adquire toda a importância na concepção de Lacan da sublimação, em oposição à formulação freudiana, que sempre privilegiou a pulsão, e, mais precisamente, o desvio quanto ao alvo da pulsão. Em Freud, a sublimação é, inúmeras vezes, definida como o desvio da pulsão para alvos não sexuais, valorizados pela cultura. Ao modificar o alvo da pulsão, Lacan faz dessa definição da sublimação a natureza própria da pulsão.
A exposição da sublimação para Jacques Lacan é considerada em uma discussão sobre a relação da psicanálise e da ética no sétimo livro de seus seminários. A sublimação lacaniana é definida com referência ao conceito Das Ding (mais tarde em sua carreira, Lacan denominou esse objeto de petit a. Das Ding é o termo em alemão para "A Coisa", embora Lacan a conceba como uma noção abstrata e uma das características definidoras da condição humana. Em termos gerais, é o vácuo que se experimenta como ser humano, que se esforça para preenchê-lo com diferentes relações, objetos e experiências, os quais servem para preencher essa lacuna nas necessidades psíquicas.
Lacan considera Das Ding um objeto perdido em processo de recuperação pelo homem. Temporariamente, o indivíduo será enganado por sua própria psique a acreditar que esse objeto, essa pessoa ou essa circunstância pode ser usada para satisfazer suas necessidades de maneira estável e duradoura, quando na verdade é de sua natureza que o objeto como tal está perdido. Nunca será encontrado novamente; não se encontra, embora suas associações sejam agradáveis. A vida humana se desenrola como uma série de desvios na busca pelo objeto perdido ou pelo Outro absoluto do indivíduo: "o princípio do prazer governa a busca pelo objeto e impõe desvios que mantêm a distância de Das Ding em relação a seu objeto fim." 
A sublimação lacaniana centra-se em grande parte na noção de Das Ding. Sua fórmula geral para sublimação é que "ela eleva um objeto à dignidade de "A Coisa". Lacan considera que esses objetos (humanos, estéticos, filosóficos ou relativos a alguma crença) são significantes representativos de Das Ding e que "a função do princípio do prazer é, de fato, levar o sujeito de significante a significante, gerando tantos significantes necessários para manter no mais baixo nível possível a tensão que regula todo o funcionamento do aparelho psíquico." Além disso, o homem é o "artesão de seu sistema de apoio", em outras palavras, ele cria ou encontra os significantes que o iludem a acreditar que ele superou o vazio de Das Ding.

## Na obra de Nietzsche
Na seção de abertura de Humano, demasiado humano, intitulada “Das primeiras e das últimas coisas”, Nietzsche escreveu:
Não existe, estritamente falando, nem conduta altruísta, nem ponto de vista totalmente desinteressado. Ambos são simplesmente sublimações em que o elemento básico parece quase evaporado e trai a sua presença apenas à observação mais aguçada. Tudo o que necessitamos e que poderia nos ser dado no atual estado de desenvolvimento das ciências, é uma química das concepções e sentimentos morais, religiosos e estéticos, bem como das emoções que experimentamos nos assuntos, grandes e pequenos, da sociedade e da civilização, e da qual temos consciência mesmo na solidão. Mas e se esta química estabelecesse o fato de que, mesmo no seu domínio, os resultados mais magníficos foram alcançados com os ingredientes mais básicos e mais desprezados? Muitos se sentiriam dispostos a continuar tais investigações? A humanidade adora colocar questões sobre sua origem e início: não é preciso ser quase desumano para seguir o caminho oposto?

## De acordo com Jung
C. G. Jung argumentou que a opinião de Freud:
...só pode basear-se na suposição totalmente errônea de que o inconsciente é um monstro. É uma visão que surge do medo da natureza e das realidades da vida. Freud inventou a ideia da sublimação para nos salvar das garras imaginárias do inconsciente. Mas o que é real, o que realmente existe, não pode ser sublimado alquimicamente, e se alguma coisa é aparentemente sublimada, nunca foi o que uma falsa interpretação considerava que fosse.
No mesmo artigo, Jung prosseguiu sugerindo que os processos inconscientes só se tornavam perigosos na medida em que as pessoas os reprimiam. Quanto mais as pessoas assimilam e reconhecem o inconsciente, menos perigoso ele se torna. Nesta visão, a sublimação não requer a repressão dos impulsos através da vontade, mas o reconhecimento da criatividade dos processos inconscientes e a aprendizagem de como trabalhar com eles.

Isso difere fundamentalmente da visão de Freud sobre o conceito. Para Freud, a sublimação ajudou a explicar a plasticidade dos instintos sexuais (e a sua convertibilidade para fins não sexuais) - ver libido. O conceito também sustentou as teorias psicanalíticas de Freud, que mostravam a psique humana à mercê de impulsos conflitantes (como o superego e o id). Nas suas cartas privadas, Jung criticou Freud por obscurecer as origens alquímicas da sublimação e por tentar, em vez disso, fazer com que o conceito parecesse cientificamente credível:
A sublimação faz parte da arte real onde é feito o verdadeiro ouro. Disto Freud nada sabe; pior ainda, ele fecha todos os caminhos que poderiam levar à verdadeira sublimação. Isto é exatamente o oposto do que Freud entende por sublimação. Não se trata de uma canalização voluntária e forçada do instinto para um campo de aplicação espúrio, mas de uma transformação alquímica para a qual são necessários fogo e materia prima. A sublimação é um grande mistério. Freud se apropriou desse conceito e o usurpou para a esfera da vontade e do ethos burguês e racionalista.

## Na ficção
- Um dos exemplos mais conhecidos da literatura ocidental está na novela de Thomas Mann, Morte em Veneza, onde o protagonista Gustav von Aschenbach, um famoso escritor, sublima seu desejo por um adolescente ao escrever poesias.
- No romance de Alberto Moravia, "Io e lui" (1971), o protagonista está em uma constante busca malsucedida para superar o poder de seu pênis grande, e por isso busca sublimar tornando-se um sério diretor de cinema.
- Em "Ciência psicológica: mente, cérebro e comportamento", de Michael Gazzaniga e Todd F. Heatherton, um exemplo mais sinistro é dado no qual um sádico se torna cirurgião ou dentista. Um exemplo direto disso está no musical e filme Little Shop of Horrors, caracterizado pelo caráter descritivamente sádico de Orin Scrivello, que segue o conselho de sua mãe de se tornar dentista, citando-a "Você encontrará uma maneira de fazer com que suas tendências naturais sejam pagas... Filho, seja dentista, as pessoas pagarão para você ser desumano."
- O romance de Agatha Christie "And then there were none", apresenta um vilão cuja linha de trabalho como juiz, cumprindo sentenças duras com criminosos culpados, havia lhe permitido sublimar seus desejos homicidas.
- A transmutação sexual foi citada no livro Think and Grow Rich (1937) de Napoleon Hill e foi ilustrada como um princípio de sucesso.
- No episódio "The Bittersweet Science" de Criminal Minds, é mencionado que crianças com um passado violento crescem e se tornam policiais ou soldados, não necessariamente boxeadores.
- Em The Diamond Age, de Neal Stephenson, a sublimação é apresentada como a fonte do domínio dos vitorianos: "... foi precisamente a sua repressão emocional que fez dos vitorianos as pessoas mais ricas e poderosas do mundo. A sua capacidade de submergir seus sentimentos, longe de serem patológicos, eram antes uma espécie de arte mística que lhes dava um poder quase mágico sobre a Natureza e sobre as tribos mais intuitivas. Tal era também a força dos nipônicos".

## Na religião
Em alguns contextos religiosos, a sublimação é considerada como a transferência da energia sexual, ou libido, para um ato físico ou uma emoção diferente, a fim de evitar o confronto com o desejo sexual, que poderia ser contrário à crença religiosa do indivíduo. O exemplo clássico nas religiões ocidentais é o celibato.